# 朝鲜国家女子排球队
朝鮮國家女子排球隊（조선민주주의인민공화국 여자 배구 국가대표팀）代表朝鮮民主主義人民共和國參加國際女子排球比賽和友誼賽。她們曾在1970年世界女子排球錦標賽和1972年夏季奧運會上獲得銅牌。